# Louis Justin Marie de Talaru
Pour les autres membres de la famille, voir famille Talaru.
Louis-Justin-Marie, marquis de Talaru (né le 1er septembre 1769 à Paris où il est mort le 22 mai 1850), est un militaire, diplomate et homme politique français des XVIIIe et XIXe siècles.

## Biographie

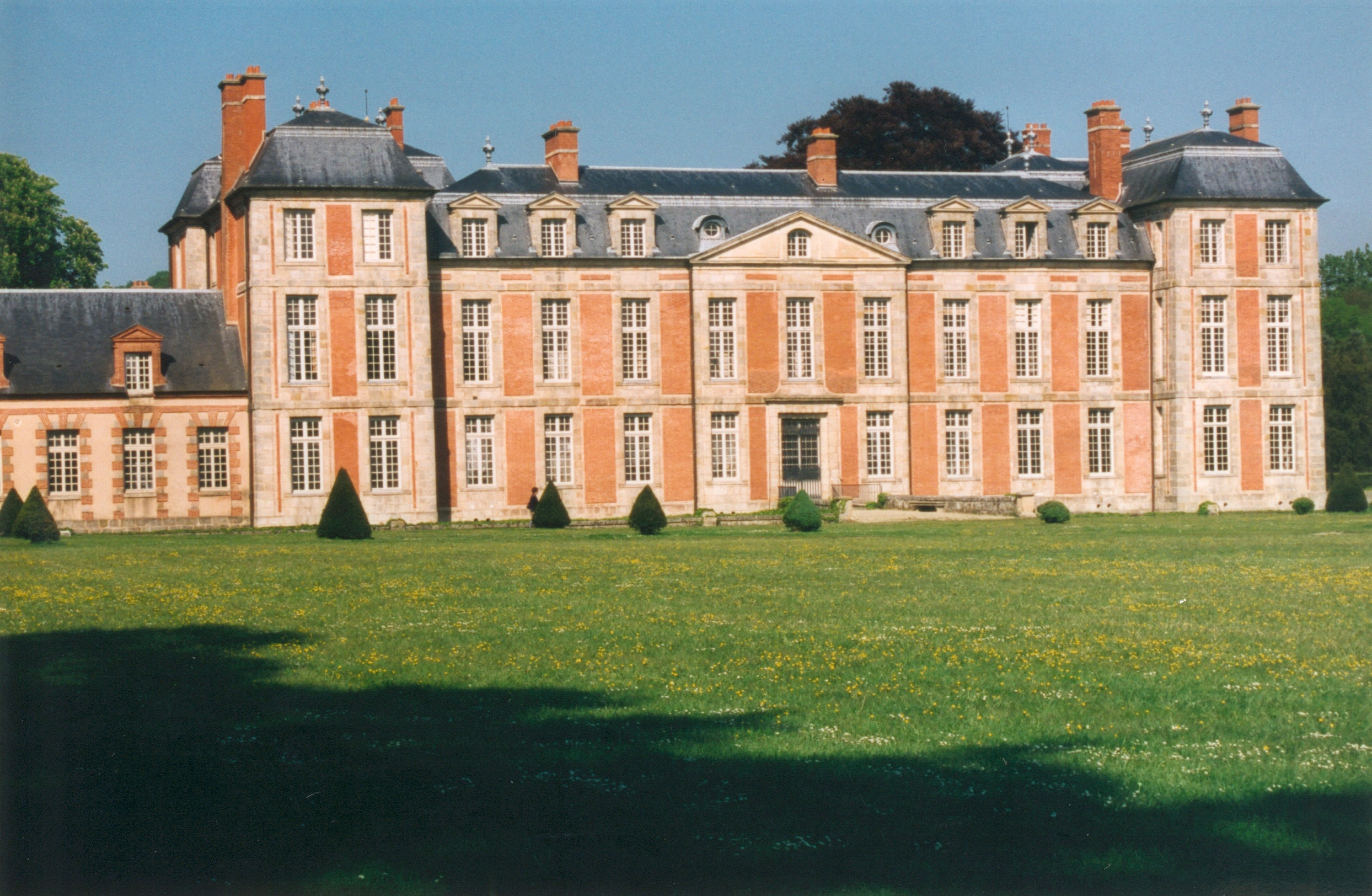
Façade méridionale du château de Chamarande.

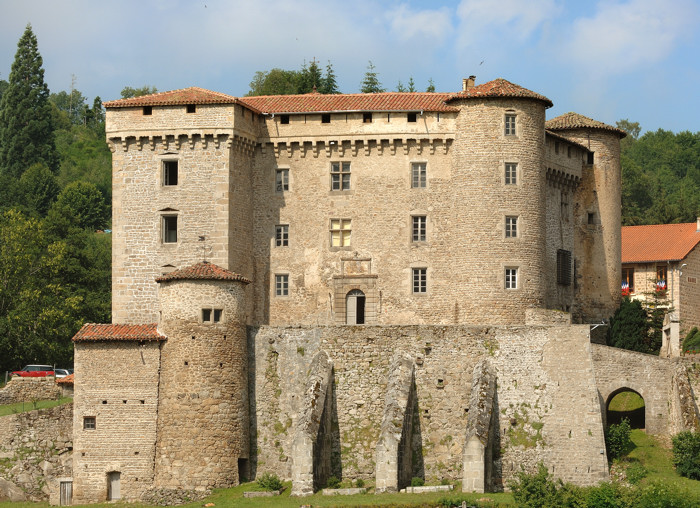
Façade est du château de Chalmazel.

Talaru était officier des armées du roi au moment de la Révolution française. Tandis que sa mère et sa sœur restaient en France sans être trop inquiétées, il émigra en 1791 et servit quelque temps à l'armée des princes. En juillet 1794, les propriétés des Talaru sont vendues aux enchères, et Chaussins est adjugé pour 44 000 livres à sept habitants d'Abrest.
Il rentra en France sous le Consulat et vécut retiré jusqu'à la Restauration. Dès son retour d'exil, il avait voulu racheter ses biens, mais l'opération s'avéra impossible. Néanmoins, il reprit possession des domaine et château de Chamarande.
Nommé pair de France le 17 août 1815, il vota pour la mort dans le procès du maréchal Ney, fut l'un des membres de la Chambre haute les plus hostiles à la loi de recrutement par la raison qu'elle était attentatoire aux prérogatives royales.
Il acquit en 1818 le «domaine de Fantaisie» également connu sous le nom de «château du Maine »  situé dans un quadrilatère entre les actuelles rue du Château, rue Didot, rue Raymond-Losserand et rue Pernety, plus proche de Paris que son château de Chamarande. Il y fit des travaux d'embellissement et réaménagea le parc.
Maréchal de camp le 28 mai 1823, il occupa quelque temps l'ambassade de France en Espagne.
Trois ministres en fuite pendant la Révolution de 1830, les barons d'Haussez et Capelle et le comte de Montbel s'étant refugiés dans son domaine de Fantaisie, cette propriété lui fut confisquée comme bien national.
Ayant prêté serment au gouvernement de Juillet, il siégea à la Chambre haute jusqu'à la Révolution française de 1848 et récupéra son château de Chamarande mais non sa propriété parisienne.
Le marquis de Talaru mourut en 1850 : sans héritiers, de sa fortune très importante, il léguait 2 millions au « comte de Chambord » et fit don du château et des bois de Chalmazel à la communauté des Sœurs de Saint Joseph afin d'y établir un hôpital pour le canton et de soigner les malades.

## Titres
- Marquis de Talaru (31 août 1817) ;
- 25e seigneur de Chalmazel ;
- Pair de France :
  - Pair héréditaire le 31 août 1817, (lettres patentes du 20 décembre 1817, sans majorat) ;
  - Titre de marquis-pair héréditaire le 31 août 1817, sans lettres patentes ni majorat).

## Distinctions
- Chevalier de l'ordre de la Toison d'or (brevet no 914, 1823) ;
- Modèle:Déco Chevalier de l'ordre du Saint Esprit (5 février 1824) ;

## Armoiries
| Figure | Blasonnement                                                                             |
|        | Armes de marquis-pair héréditaire Parti d'or et d'azur à la cotice de gueules brochante. |

## Vie familiale
Louis Justin Marie était l'unique fils (il avait toutefois une sœur) de Louis-François (8 mai 1729 - Paris † 30 septembre 1782 - Paris), vicomte de Talaru, seigneur de Chaussins, Male, Peroux, Quinssiat, le Pavillon, etc., frère cadet César Marie, marquis de Talaru et de Chalmazel.
Ce dernier avait été successivement garde de la Marine (mai 1745), enseigne de vaisseau (1748) puis lieutenant en 1756. Il passa du service de Mer à celui de Terre et était mestre de camp de cavalerie en 1758, premier maître d'hôtel de la Reine en 1770, au renouvellement de la maison de Sa Majesté. Il fut reçu chevalier des ordres du roi au sacre du roi, en 1775, et reçu le 1er janvier 1776.
Il avait épousé, par contrat du 22 juillet 1767, Henriette Jeanne Élise de Becdelièvre, mademoiselle de Cany (14 novembre 1742 † après 1789), fille de feu Pierre-Jacques-Louis de Becdelièvre (1718-1771), marquis de Quevilly, seigneur de Cany, dit le marquis de Cany et de Charlotte Paulmier de La Bucaille (1718-1754). Elle a été présentée le 8 août de ladite année 1767, par Madame la marquise de Talaru, sa belle-sœur, et nommée en décembre 1768 dame pour accompagner de Madame Adélaïde, tante du Roi.

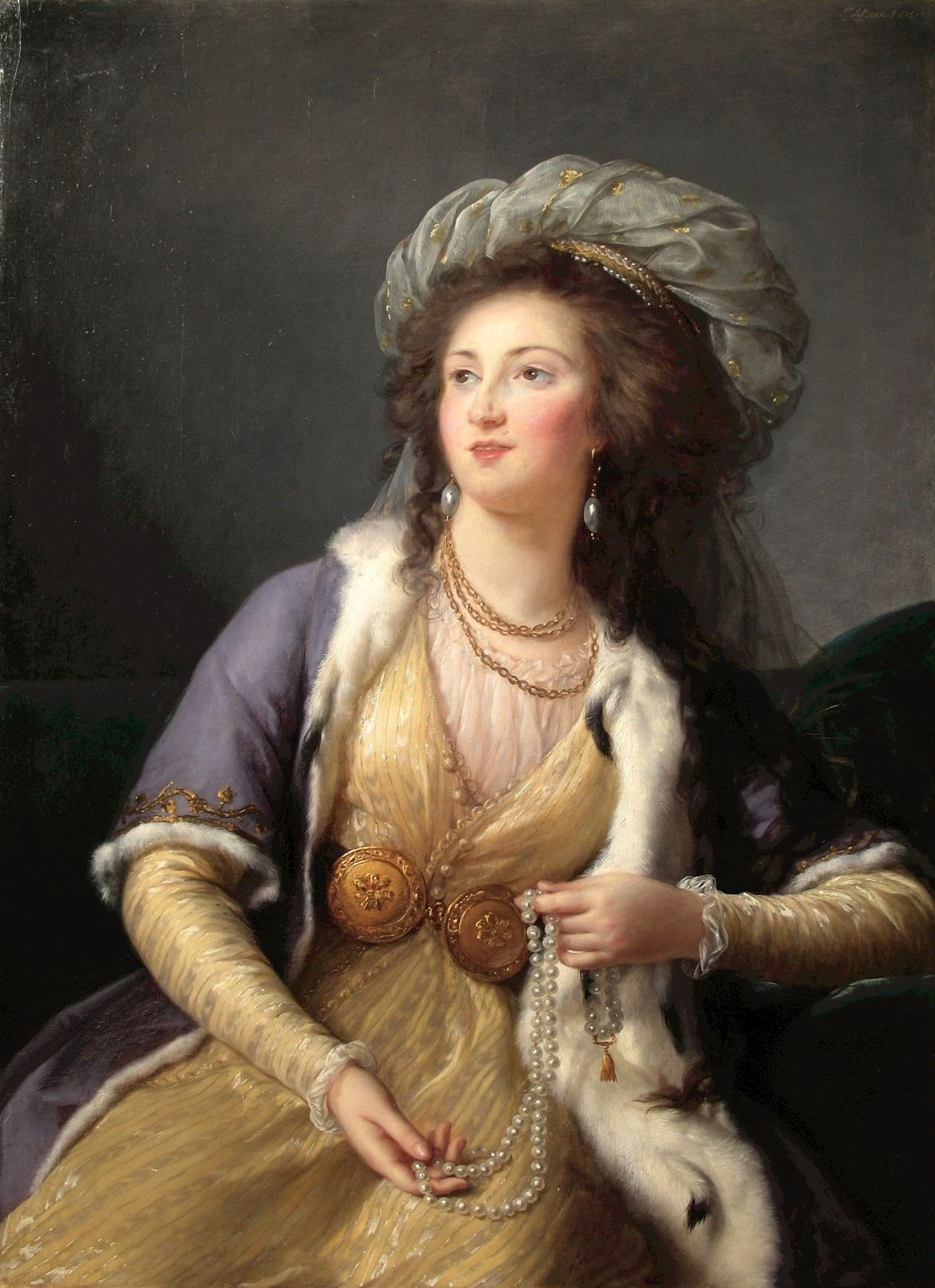
Portrait « en sultane » de Marie Louise Joséphine Delphine de Rosières de Sorans, par Élisabeth Vigée Le Brun, 1785.

Le dernier marquis de Talaru avait épousé en 1802 Marie Louise Joséphine Delphine de Rosières de Sorans (décembre 1766 † 26 octobre 1832 - Paris), connue sous le nom de marquise de Clermont-Tonnerre, veuve du comte Stanislas de Clermont-Tonnerre, dame pour accompagner (1782-1789) Madame Élisabeth, sœur de Louis XVI, union sans postérité. Le 28 janvier 1834, à Paris, il se remaria avec Louise Ernestine de Rosières de Sorans (1814-1838), nièce de sa première épouse.